# Chlorocypha schmidti
Chlorocypha schmidti – gatunek ważki z rodziny Chlorocyphidae. Jest endemitem Demokratycznej Republiki Konga występującym we wschodniej części kraju.